# Har Eshkar
Har Eshkar (hebreiska: הר אשכר) är ett berg i Israel.   Det ligger i distriktet Norra distriktet, i den norra delen av landet. Toppen på Har Eshkar är 674 meter över havet.
Terrängen runt Har Eshkar är huvudsakligen kuperad.Runt Har Eshkar är det ganska tätbefolkat, med 90 invånare per kvadratkilometer. Närmaste större samhälle är Nahariya, 17,0 km väster om Har Eshkar. Trakten runt Har Eshkar består till största delen av jordbruksmark.